# Torquato Taramelli
Torquato Taramelli (né le 15 octobre 1845 à Bergame et mort le 31 mars 1922 à Pavie) est un archéologue et un géologue italien.

## Biographie
Torquato Taramelli, après avoir obtenu son diplôme en Sciences naturelles à Milan, devient assistant d'Antonio Stoppani au Politecnico di Milano. Il étudie le territoire de la région Frioul, où il fonde une association alpine la Società Alpinisti Tridentini, en 1874.
Par la suite, il devient d'abord professeur à l'Université de Gênes et ensuite professeur en géologie et en paléontologie à l'Université de Pavie (1875) de laquelle il est recteur de 1888 à 1891.
Il a fondé l'Institut italien de géologie et est l'un des fondateurs de la Société italienne de sismologie.
Membre de la Commission Royale pour la Géodynamique, à partir de 1887 il a participé à la direction du Bureau central de météorologie et de géodynamique, où il a organisé un réseau d'observatoires de la géodynamique.
Parmi les œuvres les plus importantes figure la Carte géologique italienne et des études en sismologie, en particulier l'analyse des champs macrosismiques de certains événements telluriques importants.
Depuis la fin du XIXe siècle, il a joué un rôle dans de nombreux projets importants de développement de l'agriculture et de l'ingéniérie. Il a été membre d'un groupe de scientifiques qui a fondé, en Italie, la « nouvelle géologie », adaptant la géologie italienne aux normes européennes.
Son fils Antonio Taramelli (1868 - 1939) est un archéologue réputé.

## Sources
- (it) Cet article est partiellement ou en totalité issu de l’article de Wikipédia en italien intitulé « Torquato Taramelli » (voir la liste des auteurs).